# أسا جاكسون
أسا جاكسون (بالإنجليزية: Asa Jackson)‏ هو لاعب كرة قدم أمريكية أمريكي، ولد في 2 ديسمبر 1989 في ساكرامنتو في الولايات المتحدة.

## وصلات خارجية
- أسا جاكسون على موقع إي إس بي إن.كوم (أن.أف.أل)3
- أسا جاكسون على موقع مرجع كرة القدم المحترفة.كوم (الإنجليزية)